# گوشه (لردگان)
گوشه، روستایی از توابع بخش مرکزی شهرستان لردگان در استان چهارمحال و بختیاری است.
روستای گوشه همانطوری که از اسمش پیداست در گوشه ای  از دهستان میلاس می باشد و از نظر باج و خراج و مالیات ایلخانی تحت نظر کلانتران و کدخدایان بارسنی بوده و نیز دژ گوشه که مربوط به زمان ایران باستان هست در این دهکده می باشد . و نیز طوایف طهماسبی و مصیری نیز جزو خراج مالیاتی این روستا بودند.

## مردم
مردم روستای گوشه میلاس از طایفه کهن بارسنی(بویرحسنی و ریسی) هستند که  از اولین طایفه ای بوده که در خاک شهرستان لردگان می زیستند شغل اکثر مردم آنها کشاورزی کشت برنج،گندم،جو،ماش،عدس و دامپروری میباشد اغلب جمعیت هم به علت نبود شغل مدرن و صنعتی به استان یزد مهاجرت کرده وبه شغل پیمانکاری و جاده سازی و و ایزوگام کاری و آسفالت و شغل های صنعتی  مشغول هستند.
مردانی سخت کوش و کاری و عدالت محور دارند.
دختران نجیب و اصیل و سیاس دارند .

## جایگاه
گوشه میلاس اسمی ایرانی از سرزمین لرستان( لرستان بزرگ) می باشد و چون در دهستان میلاس می باشد دارای قدمت دیرینه  و کهن و به زمان  کاسی ها(کاسیت:مردم کوهستان نشین زاگرس) است و این روستا تا تنگ بیره میلاس Tangeh Birah Milas امتداد دارد.
این روستا دارای جوانان تحصیل کرده می باشد
و نخبگان و دانشجویانی قابل توجه دارند
که دلسوزان و همیاران طبیعت و محیط زیست نیز می باشند

## جاذبه
شیرهای سنگی یا همان بردشیرها و‌ گورسنگی های گورستان باستانی گوشه میلاس می باشد.
زیارتگاهی تحت عنوان آقای قنبرابدال یک مکان زیارتی می باشد
دژ گوشه میلاس  منتسب به زمان کاسیت ها و ایلامیان که هویت میلاس و دهستان میلاس و آیین میترایی و تقدس مهر و خاک می باشد.
چشمه گوشه میلاس ،چشمه ای همه فصل و گورا در کنار جاده بین روستایی است

## بارسنی
طایفه بارسنی دارای قدمت بالایی در دهستان میلاس می باشد که دارای نام آوران و صاحبان بنام هستند و ارتباط و خویشاوندی نزدیکی با ایل و طوایف میلاسی نیز دارند

## زبان
مردم گوشه میلاس زبان لری گویش لری بختیاری و لهجه بارسنی صحبت میکنند.لهجه بارسنی از لهجه های رایج در دهستان میلاس می باشد.

## جمعیت
این روستا در دهستان میلاس قرار دارد و براساس سرشماری مرکز آمار ایران در سال ۱۳۸۵، جمعیت آن ۳۳۳۱ نفر  (۵۷۰خانوار) بوده‌است.